# 琴格阿姆
琴格阿姆（Chengam），是印度泰米尔纳德邦Tiruvanamalai县的一个城镇。总人口23200（2001年）。

## 人口
该地2001年总人口23200人，其中男性11681人，女性11519人；0—6岁人口2771人，其中男1443人，女1328人；识字率65.09%，其中男性为71.91%，女性为58.18%。